# Палакаттумала
Палакаттумала — небольшой посёлок на восточной границе Коттаяма, район штата Керала, Индия. Он расположен примерно в двадцати километрах от близлежащих городов Паллайи, Элуру.
Жители этой деревни в основном занимаются сельским хозяйством, выращивая каучук, кокос, какао, перец, тамаринд, имбирь, тапиоку, ананасы и бананы.

## География
Рельеф вокруг деревни равнинный. Плотность населения составляет 1095 человек на квадратный километр. Ближайший населённый пункт — Эраттупетта, в 17,5 км к востоку от Палакаттумалы. Окрестности в основном покрыты саванным лесом.

## Cсылки
- Kaduthuruthy - School Code, Sub District Name of SchoolS